# Дворянская улица (Одесса)
Дворянская улица — улица в исторической части Одессы, от улицы Новосельского до Елисаветинской улицы.

## История
Известна с 1814 года. Название улицы связано с сословным делением одесского населения (наряду с Дворянской, в Одессе существовали Княжеская и Мещанская (ныне — Заславского) улицы)
Первоначально проходила от Софиевской до Бульварной (Старопортофранковской) улицы. В 1835 году проезд до Софиевской улицы был застроен. После постройки Кирхи и домов в этом районе Дворянская улица прошла с небольшим изломом мимо Кузнечной,
Дегтярной и Кривой улиц. Позже часть улицы от Ямской до Старопортофранковской называлась Лютеранской улицей (переулком), а участок от Кузнечной до Старопортофранковской — Дворянским переулком.
В 1857 году на улице было возведено здание для Ришельевского лицея. А через восемь лет стараниями Н. И. Пирогова на базе лицея был открыт университет.

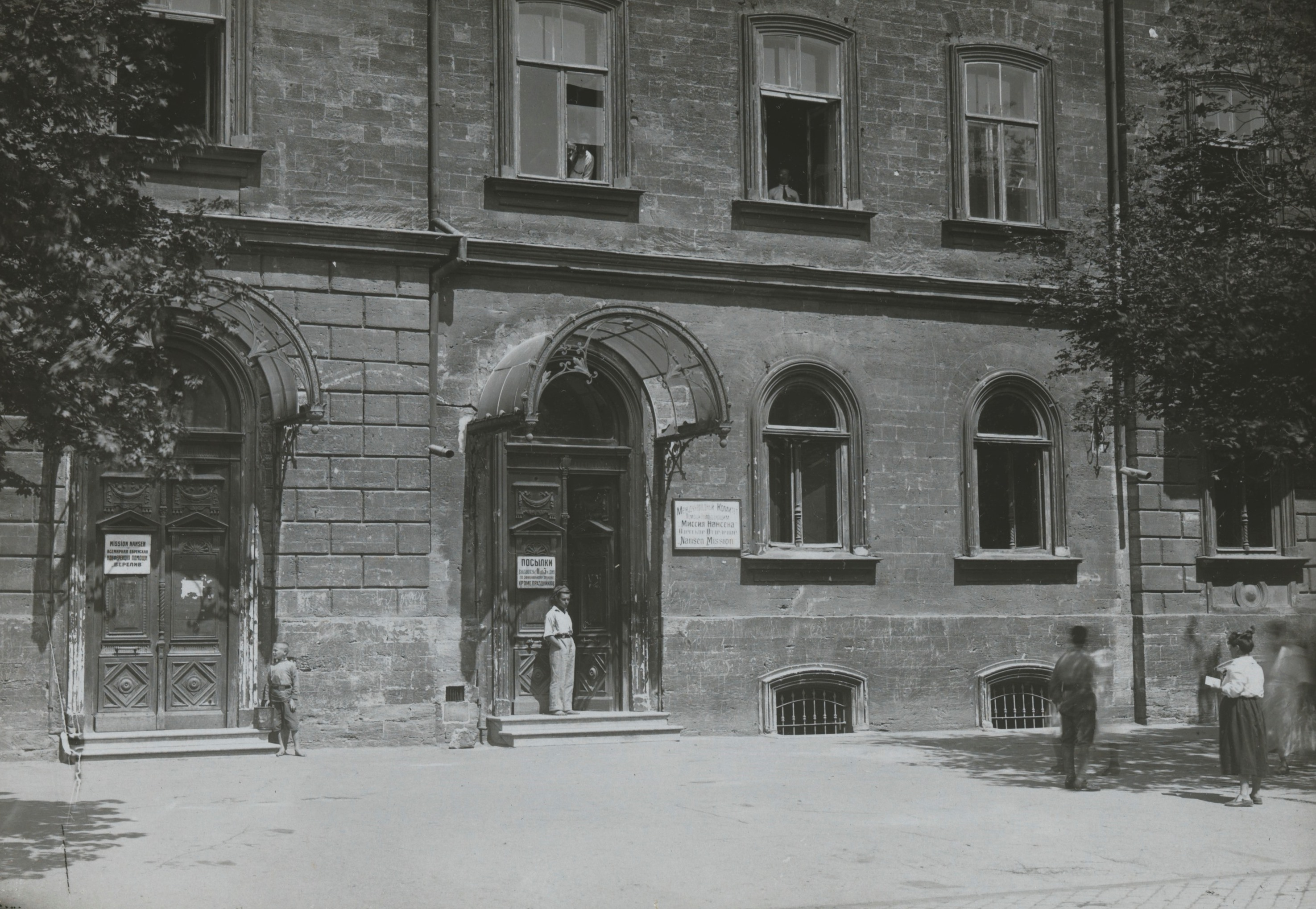
Дом 10, 1923 г., Миссия Нансена

21 мая 1902 года улицу переименовали в честь российского государственного деятеля, выпускника Университета, Сергея Юльевича Витте. Это позволило Витте говорить: «Моя Альма-матер стоит на улице имени меня».
19 июня 1909 года улицу снова переименовывают — в улицу Петра Великого — в ознаменование 200-летия победы в Полтавской битве.
После установления Советской власти, в 1923 году улицу назвали в честь Коминтерна. Румынские оккупационные власти, занявшие Одессу после начала Великой Отечественной войны, 19 ноября 1941 года вернули название «улица Петра Великого». Это название сохранилось после освобождения города в 1944 году. С 1995 года она опять — Дворянская.

## Достопримечательности
Дом 2 — Одесский национальный университет

## Известные жители

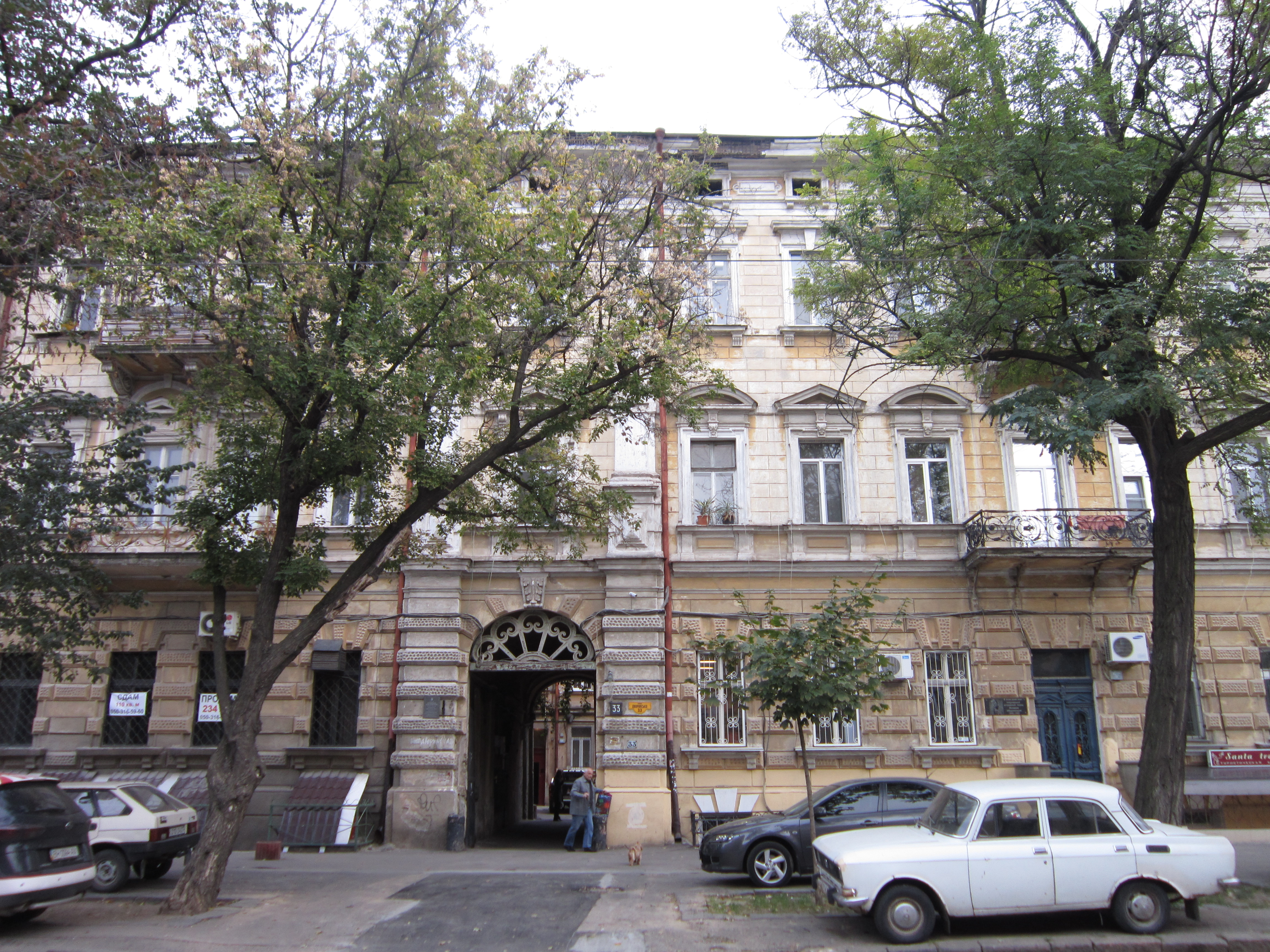
Дом 33

Родился Валерий Ободзинский (д.33, мемориальная доска)